# 1 Волос Вероники
1 Волос Вероники (лат. 1 Comae Berenices), HD 104452 — одиночная звезда в созвездии Волос Вероники на расстоянии приблизительно 553 световых лет (около 170 парсек) от Солнца. Видимая звёздная величина звезды — +6,71m.

## Характеристики
1 Волос Вероники — жёлто-белая звезда спектрального класса G0IIb:Fe-1, или G0II, или F8, или F7. Масса — около 2,55 солнечной, радиус — около 7,613 солнечного, светимость — около 58,945 солнечной. Эффективная температура — около 5904 K.

## Планетная система
В 2019 году учёными, анализирующими данные проектов HIPPARCOS и Gaia, у звезды обнаружена планета HIP 58661 b.